# سالدوئرو
سالدوئرو (به اسپانیایی: Salduero) یکی از دهستان های اسپانیا است که در سریا واقع شده‌است.

## خصوصیات
سالدوئرو ۲ کیلومترمربع مساحت و ۱۹۳ نفر جمعیت دارد.